# Chalciporus luteopurpureus
Chalciporus luteopurpureus är en svampart som först beskrevs av Beeli, och fick sitt nu gällande namn av Klofac & Krisai 2006. Chalciporus luteopurpureus ingår i släktet Chalciporus och familjen Boletaceae.   Inga underarter finns listade i Catalogue of Life.